# Dick Briefer
Dick Briefer est un auteur de comics américain né le 9 janvier 1915 et mort en décembre 1980.

## Biographie
Richard Briefer surnommé Dick Briefer naît le 9 janvier 1915. Après des études d'art à New York, il commence une carrière de dessinateur en 1936 en entrant dans le studio de Jerry Iger. Là il dessine des séries pour Fiction House (Hunchback of the Notre Dame et Flint Baker de 1938 à 1941), Fox (Rex Dexter of Mars de 1939 à 1941), Timely (Human Top en 1940). En dehors de ces travaux, il dessine les aventures de  Pinky Rankin, the Nazi fighter, publié dans le journal du parti communiste américain, Daily Worker. En 1940, il crée pour l'éditeur Novelty Press le comics Target and the Targeteers. La même année Dick Briefer crée pour l'éditeur Prize Publications une série mettant en scène le monstre de Frankenstein publiée dans le comic book Prize Comics. Le succès de cette série amène la création d'un nouveau comics éponyme. En 1948 Prize Comics est arrêté et en 1949 c'est le tour de Frankenstein. De 1952 à 1954, Prize tente de relancer frankenstein avec Briefer comme auteur. Lorsque le comics cesse de paraître, Dick Briefer cesse de dessiner ou d'écrire pour les comics et se met à travailler dans la publicité. Il meurt en décembre 1980.